# Tuschl (Adelsgeschlecht)

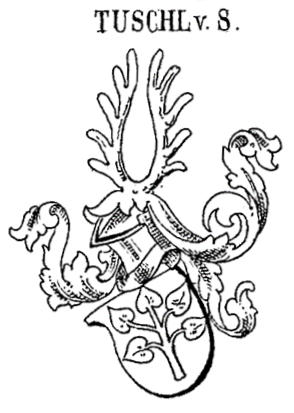
Wappen der Tuschl von Söldenau (I.) in Siebmachers Wappenbuch

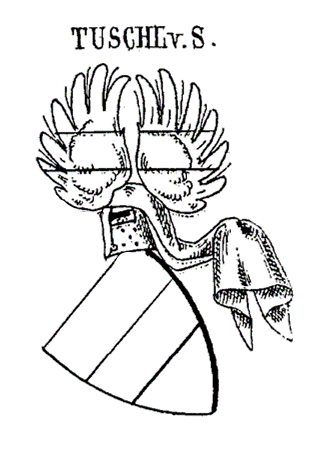
Wappen der Tuschl von Söldenau (II.) in Siebmachers Wappenbuch

Die Tuschl, auch als Tuschel bezeichnet, waren ein niederbayerisches Adelsgeschlecht. Sie stiegen vom Rang eines Ministerialen bis in den Rang eines Ritters auf. Zur Blütezeit galt es als eines der reichsten Geschlechter in Niederbayern. Es ist über fünf Generationen von 1259 bis 1397 urkundlich fassbar. Durch Schweiker I. und Heinrich prägten die Tuschl die Region um Passau und Vilshofen im 14. Jahrhundert nachhaltig.

## Geschichte
Die erste Generation der Familie Tuschl ist kaum fassbar. Zu Beginn waren die Tuschl Ministerialen der Herren von Kamm-Hals, welche später Grafen von Hals wurden. Die ersten Familienmitglieder waren die Brüder Eberhard und Otto. Sie urkunden 1259, 1262, 1263 und 1284 als Zeugen ihres Herren Graf Albert von Hals. 1291 kam es wahrscheinlich zu einem Gefolgewechsel. Mit dem Ehevertrag durch Rapoto IV. und dem Grafen von Hals wechselten die Gebiete um die Burg Kamm bei Ortenburg, St. Philipp (heute Söldenau), Isarhofen und Holzkirchen den Besitz. Es ist anzunehmen, dass auch die Familie Tuschl als Ministeriale dabei in das Gefolge der Ortenburger Grafen wechselten. Dort stiegen sie vom Rang eines Ministerialen in den eines Dienstmannes auf. Die Beziehungen zu den Halsern blieb aber scheinbar dennoch bestehen. Später sind die Tuschl auch im Gefolge der Herzöge von Bayern zu finden. Wann die Tuschl in den Rang eines Ritters aufstiegen ist nicht überliefert. In der zweiten Generation treten Schweiker I. und Otto auf, jedoch ist ihr Vater bisher unbekannt, vermutlich sind sie Söhne Ottos.

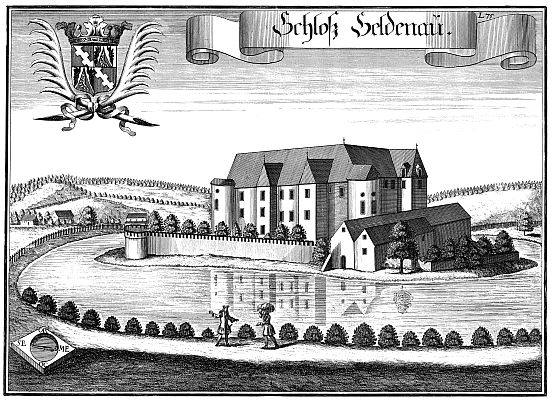
Schloss Söldenau, welches von Schweiker I. Tuschl errichtet wurde. Hier auf einem Stich Michael Wenings aus dem Jahre 1723.

Schweiker I. gilt als eine der bedeutendsten Personen des Geschlechtes. Er war mehrfach im Dienste Kaiser Ludwigs des Bayern und der bayerischen Herzöge. So war er unter anderem Vizedom an der Rott. Um 1320 errichtete Schweiker die Stammburg Söldenau. Seine bezahlten Ämter ermöglichten es ihm zahlreiche Pfandschaften des Kaisers und der bayerischen Herzöge anzunehmen. Zugleich wurde er dadurch Schöpfer des Tuschl'schen Reichtums. Am 25. Mai 1343 stiftete Schweiker gemeinsam mit seinem Bruder Otto ein ewiges Spital für zwölf Menschen in der Stadt Vilshofen. 1347 errichtete Schweiker I. Tuschl die Steinbrücke über die Wolfach in Vilshofen. Im selben Jahr erbaute er zudem mit vier weiteren Familienmitgliedern im Auftrag Ludwigs des Bayern die Feste Dießenstein im Bayerischen Wald zur Kontrolle des wichtigen Handelsweges.
Einer der Söhne Schweikers war Heinrich. Er galt zu seiner Zeit als einer der vermögendsten Edelleute seiner Zeit. Er war auf Pilgerfahrt im Heiligen Land und ging als „Ritter Alain“ in die gleichnamige Sage ein. Heinrich ist 1358 als herzoglicher Rat nachgewiesen, ihm ist die Erhebung und Verwendung der Steuern übertragen. Zudem ist Heinrich 1369 im Frieden von Schärding einer der Zeugen.

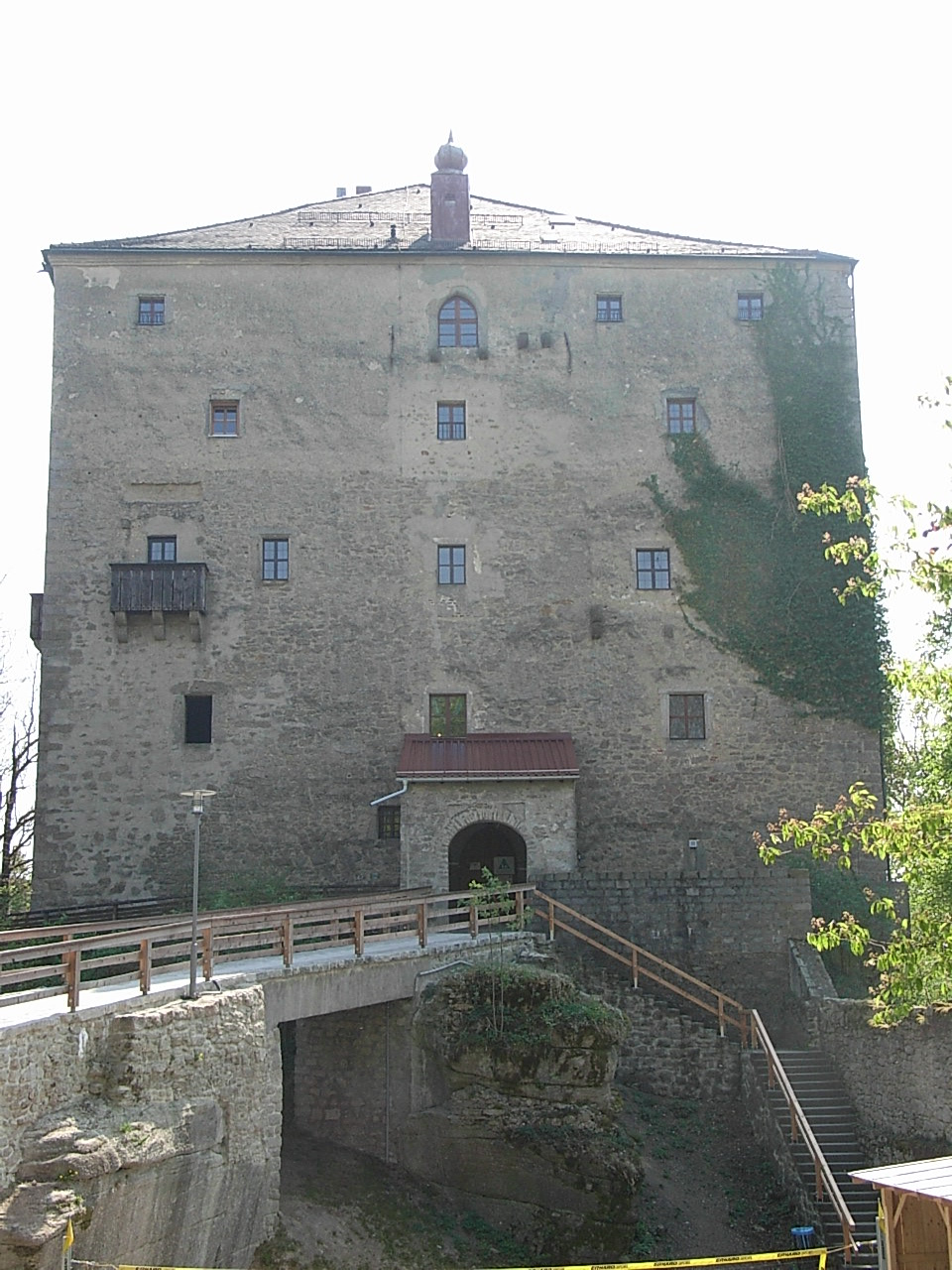
Die Saldenburg, welche von Heinrich Tuschl errichtet wurde.

Heinrich erbaute im Auftrage des Grafen Leopold von Hals 1368 im bayerischen Wald die Feste Saldenburg zum Schutze der „gulden Straß“, die heute als Goldener Steig bekannt ist. Für den Bau erhielt Heinrich den Grund bei Saldenburg und die zu bauende Burg als Lehen verliehen. Nach seinem Tod verkaufte sein Sohn Schweiker III. die Feste an die bayerischen Herzöge.
Im Jahre 1376 verfasst Heinrich Tuschl sein rund 4000 Wörtern umfassendes Testament, eines der umfangreichsten Dokumente des 14. Jahrhunderts. Darin gründet er unter anderem das Kollegiatstift St. Johannis zu Vilshofen. Zudem gab er an weitere zahlreiche Klöster, Kirchen, Verwandte und Freunde umfangreiche Schenkungen.
Sein Sohn Schweiker III. unternahm eine Pilgerfahrt ins heilige Land. Mit seinem Tod im Jahre 1397 erlosch das Geschlecht der Tuschl.

## Nachwirken
Bis heute ist die Familie der Tuschl nicht nur aufgrund der berühmten Sage des Ritters Allein bekannt, sondern auch aufgrund ihres Reichtums und ihrer großen und wohltätigen Schenkungen. So sind in Aldersbach, Saldenburg und Söldenau bis heute Straßen als Ritter-Tuschl-Straße bezeichnet. In Vilshofen heißt die Volksschule Ritter-Tuschl-Volksschule. In Saldenburg und Dießenstein gibt es einen Themenwanderweg, welcher sich mit der mittelalterlichen Geschichte der Festen Saldenburg und Dießenstein und ihren ehemaligen Besitzern der Familie Tuschl widmet.

## Bedeutende Persönlichkeiten
- Schweiker I. Tuschl von Söldenau († 1347)
- Heinrich Tuschl von Söldenau († 1376)

## Wappen
- Blasonierung des ursprünglichen Wappens gemäß Siegeln des Heinrich Tuschl (1355) und des Schweiker Tuschl (1365, 1377): Ein Lindenzweig mit fünf Blättern. Auf dem Helm zwei blätterlose Lindenzweige.[3]
- Blasonierung einer späteren Wappenvariante gemäß Siegel des Peter Tuschl (1381): Im Schild ein Balken. Auf dem Helm ein offener Flug mit dem Balken.[3]